# 閃點 (漫畫)
參數所指定的目標頁面不存在，建議更正成存在頁面或直接建立下列一個頁面（建立前請先搜尋是否有合適的存在頁面可以取代）：
- 闪点 (消歧义)

《閃點》（英語：Flashpoint）是一個由DC漫畫於2011年出版的漫畫交叉故事。由傑夫·強斯撰寫，安迪·庫伯特繪圖。

## 角色
- 閃電俠 (貝瑞·艾倫)
- 逆閃電 (艾爾伯德·斯旺)
- 蝙蝠俠
- 鋼骨
- 金色先鋒
- 沙赞
- 神奇女俠
- 水行俠
- 小丑

## 其他媒體

### 電視
- 《閃電俠》第三季

### 動畫電影
- 《正義聯盟：閃點悖論》（2013）

### 電影

#### DC擴展宇宙
- 2023年，DC擴展宇宙電影《閃電俠》的故事蓝图源自《闪点》漫画。讲述了闪电侠不顾布魯斯·韋恩的劝阻，利用神速力穿越時空，試圖回到過去改变其母親（英语：Nora Allen）被害以及父親（英语：Henry Allen (comics)）坐牢和自己是孤兒的命運，卻在返回現代時被黑闪电（英语：Dark Flash）攻擊而到達平行宇宙的2013年，被困在薩德將軍勢要毀滅地球的宇宙，是电影《超人：钢铁之躯》的另一个故事版本。[1]